# Beerschot AC in het seizoen 2011/12
Dit is een pagina met diverse statistieken van voetbalclub Beerschot AC uit het seizoen 2011/12. Dit is het allereerste jaar dat K. Beerschot AC als club door de Jupiler Pro League gaat. Het is de nieuwe naam voor fusieclub Germinal Beerschot.

## Stand van zaken

### Voor de competitiestart
Sterke man op het Kiel, Patrick Vanoppen, heeft besloten de club in een nieuw jasje te stoppen. Dit valt ook letterlijk op te vatten. Hij wijzigde niet enkel de naam van de club van Germinal Beerschot naar K. Beerschot AC, maar gaf de club ook een nieuw logo en voor het eerst in de geschiedenis van de club is het tenue ook volledig paars-wit. Dit alles zorgde al voor heel wat steun die hij kreeg bij de supporters. Mede door Hernan Losada terug te halen veroverde hij vele paarse harten.

### Augustus 2011
Na een eerste maand competitie staat Beerschot op een gedeelde elfde positie in de Jupiler Pro League. Topschutters zijn Gary Kagelmacher door in de eerste drie wedstrijden evenveel strafschoppen om te zetten en Hernan Losada die zijn terugkeer naar het Kiel met evenveel doelpunten heel wat glans gaf. Enkel de eerste wedstrijd van het seizoen werd verloren in en tegen de kampioen Racing Genk.
Nieuweling Ibrahima Sidibe scoorde bij zijn debuutwedstrijd tegen AA Gent zijn allereerste doelpunt voor de club. Dit doelpunt was meteen goed voor het allereerste punt van de K. Beerschot AC. De eerste zege kwam de week erna. Hernan Losada en Gary Kagelmacher wisten het doel te vinden en zorgden zo voor een 3-1-overwinning tegen KVC Westerlo. Stijn Stijnen werd ondertussen een contract van 4 jaar aangeboden en in zijn eerste wedstrijd tegen SK Lierse moest hij zich één enkele keer omdraaien. Weer Losada zorgde voor een punt. De eerste thuiswedstrijd van Stijnen was tegen Standard Luik. Opnieuw kwamen de Mannekes op achterstand, maar Dor Malul zorgde toch nog voor een verdiend punt.

### September 2011
Na het gelijkspel tegen Standard en een 5 op 15 in augustus gingen de Ratten op zoek naar hun tweede zege in het Jan Breydelstadion tegen Cercle Brugge. Ondanks de resem kansen in de tweede helft kon Beerschot niet winnen. Er werd dan ook met 2-1 verloren. Van een echt geslaagde start kon men niet spreken. Dus was het tijd dat SV Zulte Waregem op bezoek kwam. Sidibé en Guillaume François, die zo moeilijk kan scoren in zijn paarse tenue, zorgden voor een rustgevende 2-0-overwinning. In de beker kwam Beerschot uit tegen derdeklasser Mouscron-Péruwelz. Na een moeilijke wedstrijd en een 1-1-stand na 120 minuten moesten penalty's uitsluitsel brengen over wie er door mocht naar de achtste finales. Beide ploegen misten hun tweede strafschop. Moeskroens laatste strafschop werd ook gemist en Bart Goor zorgde toch nog voor de bevrijding. In de volgende ronde staat Cercle Brugge te wachten. Na de beker was RSC Anderlecht onze gastheer. In een draak van een eerste helft maakte Anderlecht al direct komaf met Beerschot. 2-0 was de tussenstand met de rust. Op het uur begon Beerschot beter te voetballen en dat loonde. Roni Porokara maakte zijn allereerste doelpunt in Beerschotse loondienst en versierde vijf minuten later een strafschop die omgezet werd door ex-Anderlechtspeler Hernan Losada. Deze vierde zijn goal op de boarding en kreeg er geel voor. Twee minuten later maakte diezelfde Losada een onbesuisde fout op Sacha Kljestan en kreeg zijn tweede geel en dus rood. "Losada, van de hemel naar de hel." was de quote van de dag op Sporting Telenet. Losada kreeg ook een boete van 400€ omdat hij het omkoopgebaar maakte toen hij naar de kant ging. Beerschot moest nog een halfuur met tien vechten om dat eerste punt ooit op Anderlecht, maar in de laatste minuut van de wedstrijd zorgde Guillaume Gillet ervoor dat de drie punten in het Astridpark bleven.

### Oktober 2011
In de week na de nederlaag op Anderlecht geloofde iedereen toch in een stunt in de komende wedstrijd tegen Club Brugge. Deze week was een van de onwaarschijnlijkste van de supporters. Er werd een nieuw supporterslied ingeluid en er werden duizenden kleine en één grote vlag gemaakt met het logo en tekst: "Kielse Spionkop". Iedereen leefde naar deze wedstrijd toe en voor wie het ook een speciale wedstrijd zou worden was Stijn Stijnen. Hij stond na acht maanden terug oog in oog met zijn ex-ploegmaats. Stijnen keepte een wereldpartij, sommigen durven wel zeggen zijn beste partij ooit, maar uiteindelijk moest hij zich toch één keer gewonnen geven op een goal van de net ingevallen Joseph Akpala. Beerschot voelde de druk en trok naar voor. Dit loonde in de allerlaatste minuut van de wedstrijd. Vusumuzi Nyoni nam een afvallende bal vanop de 16 ineens op de slof en trapte hem in de winkelhaak. Deze vierde zijn goal op de tonen van het nieuwe clublied met de bijbehorende danspasjes. Beerschot trok met vertrouwen richting Sint-Truiden, een ploeg zonder vertrouwen. Na een desastreuze eerste helft waarin de Mannekes toch de nul konden houden werd er in de tweede helft maar liefst vier keer raak getroffen. Losada zorgde voor de eerste twee doelpunten en zijn vijfde en zesde. Reza kon vanop de stip milderen, maar ex-Truinenaar Sidibé zorgde voor de verlossende 1-3. STVV kon toch nog terugkomen tot 2-3, maar echt lang konden ze niet hopen op eventueel een gelijkspel want Adnan Custovic zorgde met een mooie lob voor de 2-4-eindstand. Met een vier op zes begon Beerschot zijn wedstrijd voor een plaats in de top zes tegen KV Mechelen. De wedstrijd zat lang op slot tot Wim De Decker na een onbestrafte duwfout van Kevin Vandenbergh hands maakte in het strafschopgebied. Gorius faalde niet. In de tweede helft had Beerschot het overwicht, maar kansen kon het niet echt afdwingen dus zag KV Mechelen de kans om te scoren op de counter en dat deed het ook via Boubacar Diabang. Losada zorgde via een vrije trap, die in eigen doel werd gewerkt door Xavier Chen, voor de aansluiting en tegen het slot van de wedstrijd zorgde Mechelaar Kenny Van Hoevelen, eveneens met een owngoal, voor een gelijkspel op het Kiel. In de achtste finales van de Cofidis Cup trok Beerschot richting Brugge waar Cercle Brugge stond te wachten. Tomislav Pacovski toonde zich uitermate onoverwinbaar en in de tweede verlenging zorgde huurling Rodrigo Rojas voor een 0-1-eindstand en dus voor een plaats in de kwartfinales waarin we eerst naar KV Kortrijk trekken. De laatste wedstrijd in oktober trokken we naar OH Leuven. Na een 2-0-achterstand konden de Mannekes toch op gelijke hoogte komen door doelpunten van Gary Kagelmacher en Roni Porokara. Lang zag het ernaar uit dat een punt meekwam naar het Kiel tot Karel Geraerts zijn ex-ploegmaat Stijnen met een zondagsschot verschalkte vanop zo'n dertig meter.

### November 2011
De eerste wedstrijd van november waren we gastheer van RAEC Mons. Stijn Stijnen raakte geblesseerd aan de hand en dus maakte Tomislav Pacovski voor de eerste maal zijn opwachting dit seizoen. Wat Bergen ook probeerde, niets lukte om de uitstekende Paco te verslaan. Hij speelde zo'n sterke wedstrijd dat zelfs de fans minutenlang zijn naam scandeerden. Omdat de doelman zijn netten schoon hield konden Nyoni, in de eerste helft met een afstandsschot, en Losada, op vrije trap, voor de al bij al verlossende 2-0 zorgen. Hoewel de bezoekers meer verdienden, was de zege zeker verdiend. Net voor de interlandweek staan de K. Beerschot AC op een mooie achtste plaats in het klassement op drie punten van plaats zes. Na een week rusten moesten we naar Sporting Lokeren. In een zeer flauwe eerste helft kon Beerschot nog gelijke stand houden met Lokeren, maar in het begin van de tweede helft was het Benjamin De Ceulaer die Beerschot nog maar eens op een achterstand trapte. Pas in de laatste tien minuten begon Beerschot met het zogenaamde slotoffensief. Sidibé kwam in de ploeg en bedankte met een doelpunt in de allerlaatste minuut. Onze laatste thuisnederlaag dateerde dan alweer van 5 december 2010 toen Jacky Mathijssen voor de eerste maal op de bank zat als coach van toen nog Germinal Beerschot. Enkel en alleen als je weet dat KV Kortrijk op bezoek komt weet je dat je met een sterk geheel op de mat moet komen. Wat onze Mannekes ook probeerden, niets kon verhinderen dat KVK met de drie punten ging lopen op het Kiel. Onze eerste thuisnederlaag van het seizoen en in elf maanden en drie weken was een feit. Velen denken dat dit een oorzaak zou zijn door de nog niet uitbetaalde spelerslonen van oktober. Beerschot verkeert namelijk in een moeilijke financiële dip. Voorzitter Patrick Vanoppen sprak de groep toe en beloofde dat er met kerstmis een oplossing zou moeten zijn. Op 30 november betaalde hij al een deel van het oktoberloon en lijkt hij terug op weg om met zijn club in een gezonde financiële sfeer te geraken.

### December 2011
Na onze eerste thuisnederlaag wachtten we kampioen Racing Genk op, de ploeg die Beerschot exact een jaar geleden hun allerlaatste thuisnederlaag aansmeerde. De Mannekes waren duidelijk gedreven en hadden revanchegevoelens na vorige week tegen KV Kortrijk. De wedstrijd startte gretig en vanaf het begin van de wedstrijd was het duidelijk welke ploeg resoluut voor de overwinning wilde gaan. Beerschot speelde een bijzonder sterke partij, ronduit hun beste partij van dit seizoen. Bij de rust stond reeds de 2-0-eindstand in het voordeel van de thuisploeg op het bord, na de allereerste doelpunten van het seizoen voor Sherjill Mac-Donald. Hoewel Racing Genk enkele kansjes kon afdwingen waren het de Mannekes die toch voor het meeste gevaar zorgden en de kampioen van de mat veegden met mooi voetbal. Een verdiende 2-0-overwinning was een feit en "BEERSCHOT LEEFT!". Voorzitter Patrick Vanoppen grapte in de krant dat hij nu weer geld moest uitgeven door een winstpremie te betalen. Dit had hij zeker de week nadien niet verwacht. Beerschot ging met 0-1 winnen op het veld van AA Gent dankzij een doelpunt van Sidibé. De supporters geloofden in een kleine remonte van de club en dat ze zelfs konden meedoen voor een plaats in de top 6. Jacky Mathijssen verraste de week erna door op het fel geplaagde KVC Westerlo Losada, Mac-Donald, Malul en Sidibé op de bank te zetten om ze te sparen voor de bekerwedstrijd de week nadien tegen KV Kortrijk. Mathijssen gokte fout en Beerschot verloor met 3-1. In de bekerwedstrijd op KV Kortrijk speelden deze vier sterkhouders terug mee, maar toch gingen ze de boot in met 2-0 na een goedkope strafschop en een doelpunt van ex-Beerschotter Mohamed Messoudi. Op tweede kerstdag en tevens de laatste wedstrijd van 2011 speelden Beerschot en Lierse een aangename en potige derby die op 0-0 eindigde. Bij deze wedstrijd ging alle aandacht uiteraard naar doelman Eiji Kawashima die in de heenronde van alles naar het hoofd kreeg van de Beerschotaanhang waarna deze zijn groot hart weer toonde met een spandoek waarop stond: Telug Vliend?. Hoe Eiji hierop zal reageren valt nog af te wachten.

### Augustus 2011 - December 2011
Na vijf competitiemaanden staan de Mannekes op een negende plaats in het klassement op zes punten van de zesde plaats van Racing Genk. Thuis werd slechts één keer verloren van KV Kortrijk en hebben we nog niet verloren van de toppers. Enkel in Anderlecht verloren de Ratten met 3-2. Twee keer kon Beerschot ook niet scoren in een wedstrijd. Dit was tegen KV Kortrijk: 0-1, en tegen Lierse: 0-0.

### Januari 2012
Beerschot trok tijdens de winterstop op stage naar het Turkse Belek waar het twee oefenwedstrijden speelde. Voor Beerschot op stage vertrok werd de club opgeschrikt door het feit dat Ibrahima Sidibe niet was komen opdagen. De spits is zogezegd vermist nadat hij dacht dat zijn brutoloon zijn nettoloon was. De spits zou graag terugkeren naar Hongarije waar zijn vrouw en kind vertoeven. Beerschot verloor zijn eerste oefenwedstrijd van Racing Genk met maar liefst 1-5. Enkel Sherjill Mac-Donald kon scoren. Twee dagen later verloor Beerschot met 0-2 van het Duitse VfB Stuttgart. Ondertussen trokken de geruchten rond dat Gary Kagelmacher zou vertrekken naar het Duitse 1. FC Kaiserslautern, maar na een aantal dagen onderhandelen tussen speler en beide clubs kwam er uiteindelijk geen akkoord. AS Monaco profiteerde van de situatie en kocht de Uruguayaan voor een twee miljoen euro. In de eerste competitiewedstrijd van 2012 was het oppassen geblazen. Zonder Kagelmacher, maar met Alpaslan Öztürk, terug van een uitleenbeurt aan Birmingham City, trokken de Mannekes naar Standard Luik. Na de eerste helft was de wedstrijd al beslist. Matchwinnaar Yoni Buyens scoorde twee keer voor rust en Geoffrey Mujangi Bia één keer. Na rust kwam Beerschot gretiger uit de kleedkamer en kon het een paar kansen afdwingen, maar het kon slechts één goal maken. Sherjill Mac-Donald nam deze voor zijn rekening. Uiteindelijk eindigde de match nog op 6-1. Enig lichtpuntje was dat Conor Laerenbergh zijn debuut maakte in -het nu- wit-paarse Beerschotshirt. Na deze pandoering waren het de terugwedstrijden van de kwartfinales van de Cofidis Cup. Beerschot wilde koste wat het kost naar de halve finales en speelde een heel goede eerste helft waarin Roy Dayan al na negen minuten de score van opende. Dor Malul kreeg net voor rust een rode kaart van ref Nzolo na een harde maar correcte tackle. Vijf minuten na rust scoorde Tomislav Mikulic en kregen ploeg en supporters opnieuw hoop, maar Dalibor Veselinović nam deze snel weg. Beerschot is zoals vorig jaar uitgeschakeld in de kwartfinales van de Cofidis Cup. Drie dagen na deze uitschakeling moesten de Mannekes het opnemen tegen Cercle Brugge. Sherjill Mac-Donald en Hernan Losada dirigeerden Beerschot naar een verdiende 4-0-overwinning. Eerst scoorde de Nederlander al na tien minuten en even later gaf hij wondermooie assist voor Vusumuzi Nyoni, die scoorde tegen zijn ex-club. Na rust trapte Hernan Losada een terechte strafschop à la Panenka voorbij Bram Verbist. Net voor tijd scoorde opnieuw Losada en was het weer Carnaval op het Kiel. Vier dagen later moesten onze Mannekes naar SV Zulte Waregem. Daar werd er verloren met 1-0 na een doelpunt van Teddy Chevalier. Dat weekend kwam er de moeilijke wedstrijd tegen RSC Anderlecht. Sherjill Mac-Donald had twee keer de kans om Beerschot op voorsprong te brengen, maar Silvio Proto hield zijn ploeg tot twee keer recht.

### Februari 2012
De week erna was het de beurt om naar Club Brugge te trekken. Het werd een afstraffing voor onze Mannekes: 5-1. Joseph Akpala, nieuwkomer Chris Bakenga en Maxime Lestienne scoorden de doelpunten. Enkel Vusumuzi Nyoni kon tegenscoren. STVV was de tegenstander om terug wat vertrouwen op te doen. Thuis werd er gewonnen met 3-2 na doelpunten van Tomislav Mikulic en Roy Dayan, die zijn eerste twee doelpunten maakte voor de club. Giuseppe Rossini en Gregory Christ konden een kleine bedreiging maken, maar de Mannekes hielden toch stand. Stijn Stijnen kwam terug na maanden blessure en stond terug in doel. Tegen KV Mechelen was het duel Julien Gorius-Hernan Losada de wedstrijd waar iedereen naar uitzag. Losada scoorde met een fraai afstandsschot de openingstreffer. Ook Julien Gorius scoorde, alleen was dit de winning-goal voor de Malinwa. Ondertussen had Alessandro Cordaro de gelijkmaker gemaakt. Thomas Kaminski moest de week erna met zijn Oud-Heverlee Leuven naar het Kiel. Roy Dayan en Sherjill Mac-Donald scoorden voor de Ratten. Radek Dejmek kon in de laatste minuten de aansluitingstreffer netten, maar meer dan dat konden de Leuvenaren niet doen op het Kiel.

### Maart 2012
RAEC Mons was te sterk voor Beerschot: 4-2. Jérémy Perbet scoorde tot driemaal terwijl Wim De Decker en Sherjill Mac-Donald Beerschot tot tweemaal op voorsprong hadden getrapt. In de laatste thuiswedstrijd van de reguliere competitie stond Beerschot met een 2-0-voorsprong voor. Maar toch konden Fall en Benjamin De Ceulaer nog tegenscoren en zo werd er toch nog 2-2 gelijkgespeeld. In de laatste wedstrijd van de reguliere competitie op KV Kortrijk konden onze Mannekes geen vuist maken. Ervin Zukanovic en Dalibor Veselinović scoorden beide doelpunten en zo won Kortrijk net als in de beker met 2-0.

## Spelerskern
| Nummer      | Speler               | Nationaliteit            | Bij de club sinds | Contract tot | Laatste club        |      |      |
| Doel        | Doel                 | Doel                     | Doel              | Doel         | Doel                | Doel | Doel |
| ----------- | -------------------- | ------------------------ | ----------------- | ------------ | ------------------- | ---- | ---- |
| 1           | Tomislav Pacovski    | Vlag van Noord-Macedonië | 2009              | 2014         | Vardar Skopje       |      |      |
| 20          | Kristof Maes         | Vlag van België          | 2005              | 2012         | KFCO Wilrijk        |      |      |
| 30          | Stijn Stijnen        | Vlag van België          | 2011              | 2015         | Club Brugge         |      |      |
| Verdediging |                      |                          |                   |              |                     |      |      |
| 2           | Tresor Diowo         | Vlag van België          | 2011              | 2013         | AFC Tubeke          |      |      |
| 3           | Dries Wuytens        | Vlag van België          | 2011              | 2013         | PSV                 |      |      |
| 5           | Jón Guðni Fjóluson   | Vlag van IJsland         | 2011              | 2014         | Fram Reykjavik      |      |      |
| 25          | Tomislav Mikulić     | Vlag van Kroatië         | 2009              | 2012         | Standard Luik       |      |      |
| 31          | Dor Malul            | Vlag van Israël          | 2011              | 2012         | Maccabi Tel Aviv FC |      |      |
| 35          | Peter Van der Heyden | Vlag van België          | 2011              | 2012         | Club Brugge         |      |      |
| Middenveld  |                      |                          |                   |              |                     |      |      |
| 6           | Wim De Decker        | Vlag van België          | 2008              | 2013         | KRC Genk            |      |      |
| 11          | Vusumuzi Nyoni       | Vlag van Zimbabwe        | 2010              | 2012         | Cercle Brugge       |      |      |
| 12          | Johanna Omolo        | Vlag van Kenia           | 2011              | 2014         | Fola Esch           |      |      |
| 17          | Hernán Losada        | Vlag van Argentinië      | 2011              | 2015         | Charleroi           |      |      |
| 21          | Alpaslan Öztürk      | Vlag van België          | 2011              | 2016         | Birmingham City     |      |      |
| 32          | Uroš Delić           | Vlag van Montenegro      | 2011              | 2013         | FK Rad              |      |      |
| 33          | Roni Porokara        | Vlag van Finland         | 2010              | 2013         | Örebro SK           |      |      |
| 37          | Arnor Angeli         | Vlag van België          | 2011              | 2012         | Standard Luik       |      |      |
| Aanval      |                      |                          |                   |              |                     |      |      |
| 8           | Sherjill Mac-Donald  | Vlag van Nederland       | 2009              | 2012         | KSV Roeselare       |      |      |
| 9           | Roy Dayan            | Vlag van Israël          | 2011              | 2013         | Hapoel Acre         |      |      |
| 24          | Guillaume François   | Vlag van België          | 2010              | 2013         | Excelsior Moeskroen |      |      |
| 28          | Conor Laerenbergh    | Vlag van België          | 2011              | 2014         | Antwerp FC          |      |      |

### Technische staf
| naam             | land   | functie                           |
| ---------------- | ------ | --------------------------------- |
| Jacky Mathijssen | België | Hoofdtrainer (12/10-03/12)        |
| Wim De Corte     | België | Hoofdtrainer (03/12-Eind seizoen) |
| Jan Van Winckel  | België | Assistent-trainer                 |
| Pierre Thyssen   | België | Keeperstrainer                    |

## Transfers/testers

### Zomer 2011
Aangetrokken
- Ibrahima Sidibe (STVV) - A - Contract van 3 jaar
- Tresor Diowo (AFC Tubeke) - V - Contract van 3 jaar
- Hernan Losada (Charleroi) - M - Contract van 4 jaar
- Jón Guðni Fjóluson (Fram Reykjavik) - V - Contract van 3 jaar
- Conor Laerenbergh (RAFC) - A - Contract van 3 jaar
- Dries Wuytens (Jong PSV) - V - Contract van 3 jaar
- Sive Phekezela (ASD Cape Town) - V - Contract van 3 jaar
- Lindani Ntamo (ASD Cape Town) - M - Contract van 3 jaar
- Roy Dayan (Hapoel Acre) - M - Contract van 2 jaar
- Peter Van der Heyden (Club Brugge) - V - Contract van 1 jaar
- Stijn Stijnen (transfervrij) - DM - Contract van 4 jaar
- Johanna Omolo (Fola Esch) - M - Contract van 3 jaar
- Dor Malul (Maccabi Tel Aviv FC) - M - Contract van 1 jaar
- Uroš Delić (FK Rad) - M - Contract van 3 jaar
- Collins Kisuya (AFC Leopards) - V - Contract van 1 jaar
- Rodrigo Rojas (Libertad) - M - Contract van 1 jaar
- Arnor Angeli (Standard Luik) - M - Contract van 1 jaar

Vertrokken
- Philippe Clement (Club Brugge (verdedigers- en beloftentrainer)) - V - Einde carrière
- Martijn Monteyne (Roda JC) - V - Contract van 3 jaar
- Pieter-Jan Monteyne (RAEC Mons) - V - Contract van 2 jaar
- Mats Rits (Ajax Amsterdam) - M - Contract van 2 jaar
- Daniel Cruz (FC Dallas) - M - Contract van ? jaar
- Justice Wamfor (Maccabi Petah Tikva FC) - M - Contract van ? jaar
- Mark De Man (KSC Hasselt) - V - Contract van ? jaar
- Júnior Negrão (FC Lausanne-Sport) - A - Contract van ? jaar
- Victor Wanyama (Celtic FC) - M - Contract van ? jaar
- Thomas Kaminski (OH Leuven) - DM - Contract van 1 jaar
- Faris Haroun (Middlesbrough FC) - M - Contract van 3 jaar
- Bart Goor (Westerlo) - M - Contract van ? jaar (geen zomertransfer, transfer in november gebeurt)

### Winter 2012
Vertrokken
- Sive Phekezela (ASD Cape Town) - V - Contract van ? jaar
- Lindani Ntamo (ASD Cape Town) - M - Contract van ? jaar
- Gary Kagelmacher (AS Monaco) - V - contract van 3,5 jaar
- Rodrigo Rojas (O'Higgins) - M - contract van 1 jaar
- Adnan Čustović (Royal Mouscron-Péruwelz) - A - verhuurd tot einde seizoen
- Ibrahima Sidibe (Westerlo) - A - Contract van ? jaar

## Wedstrijden

### Oefenwedstrijden
|                    |              |                                                          |              |                                     |
| 18 juni 2011 18:00 | KFCO Wilrijk | 0 – 5                                                    | Beerschot AC | Fort 8, Wilrijk Toeschouwers: 1.000 |
| 18 juni 2011 18:00 |              | 22' Diouck 37' Custovic 55' Sidibe 83' Acosta 88' Luyckx |              | Fort 8, Wilrijk Toeschouwers: 1.000 |

|                    |             |                                                                                |              |                              |
| 25 juni 2011 16:00 | WS Meerdonk | 0 – 7                                                                          | Beerschot AC | Meerdonk Toeschouwers: 1.000 |
| 25 juni 2011 16:00 |             | 25' Mac-Donald 44' Omolo 50' Goor 56' Diouck 66' Ntamo 68' Custovic 89' Haroun |              | Meerdonk Toeschouwers: 1.000 |

|                   |              |                                 |                     |                                     |
| 6 juli 2011 19:30 | Beerschot AC | 0 – 3                           | Maccabi Tel Aviv FC | Fort 8, Wilrijk Toeschouwers: 1.500 |
| 6 juli 2011 19:30 |              | 50' Malul 81' Nivaldo 88' Dabor |                     | Fort 8, Wilrijk Toeschouwers: 1.500 |

|                   |                                       |       |               |                                                             |
| 9 juli 2011 15:00 | FC Groningen                          | 3 – 1 | Beerschot AC  | Winsum Toeschouwers: 2.000 Scheidsrechter: Richard Liesveld |
| 9 juli 2011 15:00 | 5' van Dijk 37' Matavz (pen.) 65' Suk |       | 2' Mac-Donald | Winsum Toeschouwers: 2.000 Scheidsrechter: Richard Liesveld |

|                    |              |       |              |                                     |
| 13 juli 2011 19:00 | Beerschot AC | 1 – 1 | sc Telstar   | Fort 6, Wilrijk Toeschouwers: 1.200 |
| 13 juli 2011 19:00 | 70' Custovic |       | 54' Lettinga | Fort 6, Wilrijk Toeschouwers: 1.200 |

|                    |                                      |       |                        |                                                  |
| 17 juli 2011 16:00 | Beerschot AC                         | 3 – 2 | STVV                   | Olympisch Stadion, Antwerpen Toeschouwers: 2.022 |
| 17 juli 2011 16:00 | 22' François 62' Omolo 75' De Decker |       | 26' Christ 55' Smetana | Olympisch Stadion, Antwerpen Toeschouwers: 2.022 |

|                    |                          |       |                 |                          |
| 20 juli 2011 19:00 | sc Heerenveen            | 2 – 1 | Beerschot AC    | Leek Toeschouwers: 1.500 |
| 20 juli 2011 19:00 | 57' Đuričić 87' Martinus |       | 33' Laerenbergh | Leek Toeschouwers: 1.500 |

### Jupiler Pro League

#### Reguliere competitie
|                    |                                        |       |                       |                                                                               |
| 30 juli 2011 20:00 | KRC Genk                               | 3 – 1 | Beerschot AC          | Cristal Arena, Genk Toeschouwers: 20.109 Scheidsrechter: Sebastien Delferière |
| 30 juli 2011 20:00 | Mikulic (own) 20' Barda 32' Hubert 36' |       | 75' Kagelmacher (pen) | Cristal Arena, Genk Toeschouwers: 20.109 Scheidsrechter: Sebastien Delferière |

|                       |                                 |       |                           |                                                                                    |
| 6 augustus 2011 20:00 | Beerschot AC                    | 2 – 2 | AA Gent                   | Olympisch Stadion, Antwerpen Toeschouwers: 7.355 Scheidsrechter: Laurent Colemonts |
| 6 augustus 2011 20:00 | Kagelmacher (pen) 6' Sidibé 70' |       | 14' Ljubijankic 24' Thijs | Olympisch Stadion, Antwerpen Toeschouwers: 7.355 Scheidsrechter: Laurent Colemonts |

|                        |                                             |       |              |                                                                                      |
| 13 augustus 2011 20:00 | Beerschot AC                                | 3 – 1 | KVC Westerlo | Olympisch Stadion, Antwerpen Toeschouwers: 7.225 Scheidsrechter: Christophe Delacour |
| 13 augustus 2011 20:00 | Losada 38' Losada 43' Kagelmacher (pen) 56' |       | 20' Owusu    | Olympisch Stadion, Antwerpen Toeschouwers: 7.225 Scheidsrechter: Christophe Delacour |

|                        |              |       |              |                                                                                   |
| 19 augustus 2011 20:30 | SK Lierse    | 1 – 1 | Beerschot AC | Herman Vanderpoortenstadion, Lier Toeschouwers: 8.337 Scheidsrechter: Luc Wouters |
| 19 augustus 2011 20:30 | El Gabas 65' |       | 80' Losada   | Herman Vanderpoortenstadion, Lier Toeschouwers: 8.337 Scheidsrechter: Luc Wouters |

|                        |              |       |               |                                                                                   |
| 28 augustus 2011 20:30 | Beerschot AC | 1 – 1 | Standard Luik | Olympisch Stadion, Antwerpen Toeschouwers: 8.577 Scheidsrechter: Frederik Geldhof |
| 28 augustus 2011 20:30 | Malul 79'    |       | 52' Van Damme | Olympisch Stadion, Antwerpen Toeschouwers: 8.577 Scheidsrechter: Frederik Geldhof |

|                         |                   |       |              |                                                                              |
| 10 september 2011 20:00 | Cercle Brugge     | 2 – 1 | Beerschot AC | Jan Breydelstadion, Brugge Toeschouwers: 6.335 Scheidsrechter: Johan Verbist |
| 10 september 2011 20:00 | Rudy 26' Rudy 42' |       | 65' Sidibé   | Jan Breydelstadion, Brugge Toeschouwers: 6.335 Scheidsrechter: Johan Verbist |

|                         |                         |       |                  |                                                                              |
| 17 september 2011 20:00 | Beerschot AC            | 2 – 0 | SV Zulte Waregem | Olympisch Stadion, Antwerpen Toeschouwers: 7.258 Scheidsrechter: Luc Wouters |
| 17 september 2011 20:00 | Sidibé 12' François 86' |       |                  | Olympisch Stadion, Antwerpen Toeschouwers: 7.258 Scheidsrechter: Luc Wouters |

|                         |                                  |       |                               |                                                                                        |
| 25 september 2011 18:00 | RSC Anderlecht                   | 3 – 2 | Beerschot AC                  | Constant Vanden Stockstadion, Anderlecht Toeschouwers: 21.954 Scheidsrechter: Tim Pots |
| 25 september 2011 18:00 | Gillet 32' Juhasz 37' Gillet 87' |       | 65' Porokara 70' Losada (pen) | Constant Vanden Stockstadion, Anderlecht Toeschouwers: 21.954 Scheidsrechter: Tim Pots |

|                      |              |       |             |                                                                                     |
| 2 oktober 2011 18:00 | Beerschot AC | 1 – 1 | Club Brugge | Olympisch Stadion, Antwerpen Toeschouwers: 9.777 Scheidsrechter: Jérôme Efong Nzolo |
| 2 oktober 2011 18:00 | Nyoni 91'    |       | 70' Akpala  | Olympisch Stadion, Antwerpen Toeschouwers: 9.777 Scheidsrechter: Jérôme Efong Nzolo |

|                       |                            |       |                                               |                                                                            |
| 15 oktober 2011 20:00 | STVV                       | 2 – 4 | Beerschot AC                                  | Stayen, Sint-Truiden Toeschouwers: 8.286 Scheidsrechter: Laurent Colemonts |
| 15 oktober 2011 20:00 | Reza (pen.) 65' Okotie 90' |       | 54' Losada 59' Losada 69' Sidibé 93' Custovic | Stayen, Sint-Truiden Toeschouwers: 8.286 Scheidsrechter: Laurent Colemonts |

|                       |                                       |       |                               |                                                                                  |
| 22 oktober 2011 20:00 | Beerschot AC                          | 2 – 2 | KV Mechelen                   | Olympisch Stadion, Antwerpen Toeschouwers: 9.278 Scheidsrechter: Peter Vervecken |
| 22 oktober 2011 20:00 | Chen (own) 76' Van Hoevelen (own) 80' |       | 35' Gorius (pen.) 73' Diabang | Olympisch Stadion, Antwerpen Toeschouwers: 9.278 Scheidsrechter: Peter Vervecken |

|                       |                                    |       |                                     |                                                                     |
| 29 oktober 2011 20:00 | OH Leuven                          | 3 – 2 | Beerschot AC                        | Den Dreef, Leuven Toeschouwers: 7.122 Scheidsrechter: Tom Ottevaere |
| 29 oktober 2011 20:00 | Chuka 12' Ruytinx 58' Geraerts 87' |       | 62' Porokara 73' Kagelmacher (pen.) | Den Dreef, Leuven Toeschouwers: 7.122 Scheidsrechter: Tom Ottevaere |

|                       |                      |       |           |                                                                                 |
| 5 november 2011 20:00 | Beerschot AC         | 2 – 0 | RAEC Mons | Olympisch Stadion, Antwerpen Toeschouwers: 7.906 Scheidsrechter: Serge Gumienny |
| 5 november 2011 20:00 | Nyoni 20' Losada 71' |       |           | Olympisch Stadion, Antwerpen Toeschouwers: 7.906 Scheidsrechter: Serge Gumienny |

|                        |                |       |              |                                                                      |
| 19 november 2011 20:00 | KSC Lokeren    | 1 – 1 | Beerschot AC | Daknam, Lokeren Toeschouwers: 5.745 Scheidsrechter: Jurgen Brinckman |
| 19 november 2011 20:00 | De Ceulaer 54' |       | 89' Sidibé   | Daknam, Lokeren Toeschouwers: 5.745 Scheidsrechter: Jurgen Brinckman |

|                        |              |              |             |                                                                                |
| 26 november 2011 20:00 | Beerschot AC | 0 – 1        | KV Kortrijk | Olympisch Stadion, Antwerpen Toeschouwers: 8.260 Scheidsrechter: Gunter Boelen |
| 26 november 2011 20:00 |              | 22' Oussalah |             | Olympisch Stadion, Antwerpen Toeschouwers: 8.260 Scheidsrechter: Gunter Boelen |

|                       |                               |       |          |                                                                                     |
| 3 december 2011 20:00 | Beerschot AC                  | 2 – 0 | KRC Genk | Olympisch Stadion, Antwerpen Toeschouwers: 9.003 Scheidsrechter: Christophe Dierick |
| 3 december 2011 20:00 | MacDonald 20' MacDonald 45+1' |       |          | Olympisch Stadion, Antwerpen Toeschouwers: 9.003 Scheidsrechter: Christophe Dierick |

|                        |         |            |              |                                                                                 |
| 10 december 2011 20:00 | AA Gent | 0 – 1      | Beerschot AC | Jules Ottenstadion, Gent Toeschouwers: 10.882 Scheidsrechter: Claude Bourdouxhe |
| 10 december 2011 20:00 |         | 57' Sidibé |              | Jules Ottenstadion, Gent Toeschouwers: 10.882 Scheidsrechter: Claude Bourdouxhe |

|                        |                                   |       |              |                                                                           |
| 17 december 2011 20:00 | KVC Westerlo                      | 3 – 1 | Beerschot AC | 't Kuipje, Westerlo Toeschouwers: 6.000 Scheidsrechter: Alexandre Boucaut |
| 17 december 2011 20:00 | Annab 20' Juande 36' Dekelver 62' |       | 53' François | 't Kuipje, Westerlo Toeschouwers: 6.000 Scheidsrechter: Alexandre Boucaut |

|                        |              |       |           |                                                                               |
| 26 december 2011 20:00 | Beerschot AC | 0 – 0 | SK Lierse | Olympisch Stadion, Antwerpen Toeschouwers: 9.587 Scheidsrechter: Gert Deckers |
| 26 december 2011 20:00 |              |       |           | Olympisch Stadion, Antwerpen Toeschouwers: 9.587 Scheidsrechter: Gert Deckers |

|                       |                                                                     |       |               |                                                                                      |
| 14 januari 2012 20:00 | Standard Luik                                                       | 6 – 1 | Beerschot AC  | Stade Maurice Dufrasne, Luik Toeschouwers: 25.000 Scheidsrechter: Christophe Dierick |
| 14 januari 2012 20:00 | Buyens 31,43' Mujangi-Bia 35' Cyriac 63' Gonzalez 73' Batshuayi 79' |       | 56' MacDonald | Stade Maurice Dufrasne, Luik Toeschouwers: 25.000 Scheidsrechter: Christophe Dierick |

|                       |                                                    |       |               |                                                                                   |
| 21 januari 2012 20:00 | Beerschot AC                                       | 4 – 0 | Cercle Brugge | Olympisch Stadion, Antwerpen Toeschouwers: 7.425 Scheidsrechter: Frederik Geldhof |
| 21 januari 2012 20:00 | MacDonald 8' Nyoni 40' Losada (pen) 62' Losada 81' |       |               | Olympisch Stadion, Antwerpen Toeschouwers: 7.425 Scheidsrechter: Frederik Geldhof |

|                       |                  |       |              |                                                                                            |
| 25 januari 2012 20:00 | SV Zulte Waregem | 1 – 0 | Beerschot AC | Regenboogstadion, Waregem Toeschouwers: 6.922 Scheidsrechter: Carlos-Manuel Alho-Guerreiro |
| 25 januari 2012 20:00 | Chevalier 59'    |       |              | Regenboogstadion, Waregem Toeschouwers: 6.922 Scheidsrechter: Carlos-Manuel Alho-Guerreiro |

|                       |              |       |                |                                                                            |
| 28 januari 2012 20:00 | Beerschot AC | 0 – 0 | RSC Anderlecht | Olympisch Stadion, Antwerpen Toeschouwers: 10.481 Scheidsrechter: Tim Pots |
| 28 januari 2012 20:00 |              |       |                | Olympisch Stadion, Antwerpen Toeschouwers: 10.481 Scheidsrechter: Tim Pots |

|                       |                                           |       |              |                                                                          |
| 5 februari 2012 18:00 | Club Brugge                               | 5 – 1 | Beerschot AC | Jan Breydelstadion, Brugge Toeschouwers: 24.861 Scheidsrechter: Wim Smet |
| 5 februari 2012 18:00 | Akpala 4,40' Bakenga 26' Lestienne 27,60' |       | 34' Nyoni    | Jan Breydelstadion, Brugge Toeschouwers: 24.861 Scheidsrechter: Wim Smet |

|                        |                          |       |                        |                                                                                  |
| 11 februari 2012 20:00 | Beerschot AC             | 3 – 2 | STVV                   | Olympisch Stadion, Antwerpen Toeschouwers: 7.585 Scheidsrechter: Jonathan Lardot |
| 11 februari 2012 20:00 | Dayan 50,62' Mikulic 55' |       | 28' Rossini 78' Christ | Olympisch Stadion, Antwerpen Toeschouwers: 7.585 Scheidsrechter: Jonathan Lardot |

|                        |                        |       |              |                                                                                   |
| 18 februari 2012 20:00 | KV Mechelen            | 2 – 1 | Beerschot AC | Achter de Kazerne, Mechelen Toeschouwers: 10.303 Scheidsrechter: Jurgen Brinckman |
| 18 februari 2012 20:00 | Cordaro 47' Gorius 84' |       | 8' Losada    | Achter de Kazerne, Mechelen Toeschouwers: 10.303 Scheidsrechter: Jurgen Brinckman |

|                        |                         |       |            |                                                                                 |
| 25 februari 2012 20:00 | Beerschot AC            | 2 – 1 | OH Leuven  | Olympisch Stadion, Antwerpen Toeschouwers: 8.300 Scheidsrechter: Serge Gumienny |
| 25 februari 2012 20:00 | MacDonald 25' Dayan 53' |       | 81' Dejmek | Olympisch Stadion, Antwerpen Toeschouwers: 8.300 Scheidsrechter: Serge Gumienny |

|                    |                                                  |       |                             |                                                                                |
| 3 maart 2012 20:00 | RAEC Mons                                        | 4 – 2 | Beerschot AC                | Stade Charles Tondreau, Bergen Toeschouwers: 3.800 Scheidsrechter: Gerd Bylois |
| 3 maart 2012 20:00 | Perbet 25,39' Van Imschoot 35' Mikulic (own) 77' |       | 18' De Decker 35' MacDonald | Stade Charles Tondreau, Bergen Toeschouwers: 3.800 Scheidsrechter: Gerd Bylois |

|                     |                              |       |                         |                                                                                  |
| 18 maart 2012 14:30 | Beerschot AC                 | 2 – 2 | KSC Lokeren             | Olympisch Stadion, Antwerpen Toeschouwers: 8.400 Scheidsrechter: Christof Virant |
| 18 maart 2012 14:30 | MacDonald 45+1' Porokara 70' |       | 76' Fall 86' De Ceulaer | Olympisch Stadion, Antwerpen Toeschouwers: 8.400 Scheidsrechter: Christof Virant |

|                     |                               |       |              |                                                                                |
| 21 maart 2012 20:30 | KV Kortrijk                   | 2 – 0 | Beerschot AC | Guldensporenstadion, Kortrijk Toeschouwers: 5.497 Scheidsrechter: Gert Deckers |
| 21 maart 2012 20:30 | Zukanovic 52' Veselinovic 66' |       |              | Guldensporenstadion, Kortrijk Toeschouwers: 5.497 Scheidsrechter: Gert Deckers |

#### Play-Off II B
|                     |                           |       |              |                                                                                    |
| 31 maart 2012 20:00 | RAEC Mons                 | 2 – 0 | Beerschot AC | Stade Charles Tondreau, Bergen Toeschouwers: 3.500 Scheidsrechter: Christof Virant |
| 31 maart 2012 20:00 | Perbet (pen) 37' Ibou 39' |       |              | Stade Charles Tondreau, Bergen Toeschouwers: 3.500 Scheidsrechter: Christof Virant |

|                    |                                                       |       |              |                                                                                               |
| 6 april 2012 20:30 | Beerschot AC                                          | 4 – 1 | KSC Lokeren  | Olympisch Stadion, Antwerpen Toeschouwers: 4.330 Scheidsrechter: Carlos-Manuel Alho-Guerreiro |
| 6 april 2012 20:30 | Losada (pen) 25' Dayan 28' Angeli 80' Laerenbergh 84' |       | 18' Harbaoui | Olympisch Stadion, Antwerpen Toeschouwers: 4.330 Scheidsrechter: Carlos-Manuel Alho-Guerreiro |

|                     |                    |       |              |                                                                          |
| 14 april 2012 20:00 | SV Zulte Waregem   | 2 – 0 | Beerschot AC | Regenboogstadion, Waregem Toeschouwers: 6.256 Scheidsrechter: Sam Loeman |
| 14 april 2012 20:00 | Serwy 30' Leye 68' |       |              | Regenboogstadion, Waregem Toeschouwers: 6.256 Scheidsrechter: Sam Loeman |

|                     |                        |       |                  |                                                                           |
| 21 april 2012 20:00 | Beerschot AC           | 3 – 1 | SV Zulte Waregem | Olympisch Stadion, Antwerpen Toeschouwers: 7.400 Scheidsrechter: Wim Smet |
| 21 april 2012 20:00 | Losada 5,81' Dayan 50' |       | 35' Naessens     | Olympisch Stadion, Antwerpen Toeschouwers: 7.400 Scheidsrechter: Wim Smet |

|                     |                              |       |              |                                                              |
| 28 april 2012 20:00 | KSC Lokeren                  | 3 – 1 | Beerschot AC | Daknam, Lokeren Toeschouwers: 5.376 Scheidsrechter: Tim Pots |
| 28 april 2012 20:00 | Harbaoui 10,70' Persoons 81' |       | 62' François | Daknam, Lokeren Toeschouwers: 5.376 Scheidsrechter: Tim Pots |

|                  |              |       |           |                                                                             |
| 5 mei 2012 20:00 | Beerschot AC | 1 – 1 | RAEC Mons | Olympisch Stadion, Antwerpen Toeschouwers: 8.200 Scheidsrechter: Sam Loeman |
| 5 mei 2012 20:00 | Dayan 13'    |       | 18' Jarju | Olympisch Stadion, Antwerpen Toeschouwers: 8.200 Scheidsrechter: Sam Loeman |

### Beker van België
|                                      |                                                                      |            |                                                                           |                                                                                    |
| 21 september 2011 20:00 1/16e finale | Beerschot AC                                                         | 1 – 1 (nv) | Mouscron-Péruwelz                                                         | Olympisch Stadion, Antwerpen Toeschouwers: 2.000 Scheidsrechter: Claude Bourdouxhe |
| 21 september 2011 20:00 1/16e finale | Dayan 54'                                                            |            | 4' Dog                                                                    | Olympisch Stadion, Antwerpen Toeschouwers: 2.000 Scheidsrechter: Claude Bourdouxhe |
| 21 september 2011 20:00 1/16e finale | Strafschoppen                                                        |            |                                                                           | Olympisch Stadion, Antwerpen Toeschouwers: 2.000 Scheidsrechter: Claude Bourdouxhe |
| 21 september 2011 20:00 1/16e finale | Kagelmacher (1-1) Porokara (1-1) Dayan (2-2) Losada (3-3) Goor (4-3) | 4 – 3      | (0-1) Btroccolicchi (1-1) Provoost (1-2) Felix (2-3) Morjean (3-3) Mezine | Olympisch Stadion, Antwerpen Toeschouwers: 2.000 Scheidsrechter: Claude Bourdouxhe |

|                                   |               |            |              |                                                                                 |
| 26 oktober 2011 20:30 1/8e finale | Cercle Brugge | 0 – 1 (nv) | Beerschot AC | Jan Breydelstadion, Brugge Toeschouwers: 4.000 Scheidsrechter: Frederik Geldhof |
| 26 oktober 2011 20:30 1/8e finale |               | 108' Rojas |              | Jan Breydelstadion, Brugge Toeschouwers: 4.000 Scheidsrechter: Frederik Geldhof |

|                                           |                            |       |              |                                                                                   |
| 21 december 2011 20:30 Kwartfinale (heen) | KV Kortrijk                | 2 – 0 | Beerschot AC | Guldensporenstadion, Kortrijk Toeschouwers: 3.937 Scheidsrechter: Peter Vervecken |
| 21 december 2011 20:30 Kwartfinale (heen) | Zukanovic 80' Messoudi 84' |       |              | Guldensporenstadion, Kortrijk Toeschouwers: 3.937 Scheidsrechter: Peter Vervecken |

|                                           |                      |                 |                 |                                                                                     |
| 18 januari 2012 20:30 Kwartfinale (terug) | Beerschot AC         | 2 – 1 agg.: 2-3 | KV Kortrijk     | Olympisch Stadion, Antwerpen Toeschouwers: 3.343 Scheidsrechter: Jérôme Efong Nzolo |
| 18 januari 2012 20:30 Kwartfinale (terug) | Dayan 9' Mikulic 52' |                 | 67' Veselinovic | Olympisch Stadion, Antwerpen Toeschouwers: 3.343 Scheidsrechter: Jérôme Efong Nzolo |

## Records 2011/2012
| Omschrijving                  | Competitie         | Uitkomst                                  |
| ----------------------------- | ------------------ | ----------------------------------------- |
| Grootste overwinning          | Vriendschappelijk  | WS Meerdonk - Beerschot AC ( 0 - 7 )      |
| Grootste overwinning          | Jupiler Pro League | Beerschot AC - Cercle Brugge ( 4 - 0 )    |
| Grootste overwinning          | Cofidis Cup        | Beerschot AC - KV Kortrijk ( 2 - 1 )      |
| Grootste nederlaag            | Vriendschappelijk  | Beerschot AC - Maccabi Tel Aviv ( 0 - 3 ) |
| Grootste nederlaag            | Jupiler Pro League | Standard Luik - Beerschot AC ( 6 - 1 )    |
| Grootste nederlaag            | Cofidis Cup        | KV Kortrijk - Beerschot AC ( 2 - 0 )      |
| Meest doelpuntrijke wedstrijd | Vriendschappelijk  | WS Meerdonk - Beerschot AC ( 0 - 7 )      |
| Meest doelpuntrijke wedstrijd | Jupiler Pro League | Standard Luik - Beerschot AC ( 6 - 1 )    |
| Meest doelpuntrijke wedstrijd | Cofidis Cup        | Beerschot AC - KV Kortrijk ( 2 - 1 )      |

## Statistieken
|    | Nationaliteit                  | Naam               |    |  |    | Nationaliteit       | Naam                 | Assists |  |     | Nationaliteit                  | Naam                 |   |  |    | Nationaliteit       | Naam                 |   |  |    | Nationaliteit       | Naam             | Penalty’s |
| -- | ------------------------------ | ------------------ | -- |  | -- | ------------------- | -------------------- | ------- |  | --- | ------------------------------ | -------------------- | - |  | -- | ------------------- | -------------------- | - |  | -- | ------------------- | ---------------- | --------- |
| 1. | Vlag van Argentinië            | Hernan Losada      | 13 |  | 1. | Vlag van Argentinië | Hernan Losada        | 8       |  | 1.  | Vlag van België                | Wim De Decker        | 8 |  | 1. | Vlag van Argentinië | Hernan Losada        | 1 |  | 1. | Vlag van Uruguay    | Gary Kagelmacher | 4/4       |
| 2. | Vlag van Nederland             | Sherjill MacDonald | 7  |  | 2. | Vlag van Nederland  | Sherjill MacDonald   | 7       |  |     | Vlag van Kroatië               | Tomislav Mikulic     | 8 |  |    | Vlag van België     | Peter Van der Heyden | 1 |  | 2. | Vlag van Argentinië | Hernan Losada    | 3/3       |
| 3. | Vlag van Israël                | Roy Dayan          | 6  |  | 3. | Vlag van Zimbabwe   | Vusumuzi Nyoni       | 6       |  |     | Vlag van België                | Peter Van der Heyden | 8 |  |    |                     |                      |   |  |    |                     |                  |           |
|    | Vlag van Senegal               | Ibrahima Sidibé    | 6  |  | 4. | Vlag van België     | Guillaume François   | 3       |  | 4.  | Vlag van Argentinië            | Hernan Losada        | 7 |  |    |                     |                      |   |  |    |                     |                  |           |
| 5. | Vlag van Uruguay               | Gary Kagelmacher   | 4  |  |    | Vlag van Israël     | Dor Malul            | 3       |  | 5.  | Vlag van Nederland             | Sherjill MacDonald   | 5 |  |    |                     |                      |   |  |    |                     |                  |           |
|    | Vlag van Zimbabwe              | Vuzumuzi Nyoni     | 4  |  | 6. | Vlag van België     | Arnor Angeli         | 2       |  |     | Vlag van Israël                | Dor Malul            | 5 |  |    |                     |                      |   |  |    |                     |                  |           |
| 7. | Vlag van België                | Guillaume François | 3  |  |    | Vlag van België     | Wim De Decker        | 2       |  |     | Vlag van België                | Alpaslan Öztürk      | 5 |  |    |                     |                      |   |  |    |                     |                  |           |
|    | Vlag van Finland               | Roni Porokara      | 3  |  |    | Vlag van België     | Alpaslan Öztürk      | 2       |  | 8.  | Vlag van Senegal               | Ibrahima Sidibé      | 4 |  |    |                     |                      |   |  |    |                     |                  |           |
| 9. | Vlag van België                | Arnor Angeli       | 1  |  | 9. | Vlag van Uruguay    | Gary Kagelmacher     | 1       |  |     | Vlag van België                | Stijn Stijnen        | 4 |  |    |                     |                      |   |  |    |                     |                  |           |
|    | Vlag van Bosnië en Herzegovina | Adnan Custovic     | 1  |  |    | Vlag van België     | Peter Van der Heyden | 1       |  |     | Vlag van Noord-Macedonië       | Tomislav Pacovski    | 4 |  |    |                     |                      |   |  |    |                     |                  |           |
|    | Vlag van België                | Wim De Decker      | 1  |  |    |                     |                      |         |  | 11. | Vlag van Montenegro            | Uros Delic           | 3 |  |    |                     |                      |   |  |    |                     |                  |           |
|    | Vlag van België                | Conor Laerenbergh  | 1  |  |    |                     |                      |         |  |     | Vlag van België                | Guillaume François   | 3 |  |    |                     |                      |   |  |    |                     |                  |           |
|    | Vlag van Israël                | Dor Malul          | 1  |  |    |                     |                      |         |  | 13. | Vlag van Uruguay               | Gary Kagelmacher     | 2 |  |    |                     |                      |   |  |    |                     |                  |           |
|    | Vlag van Kroatië               | Tomislav Mikulic   | 1  |  |    |                     |                      |         |  |     | Vlag van Zimbabwe              | Vusumuzi Nyoni       | 2 |  |    |                     |                      |   |  |    |                     |                  |           |
|    |                                |                    |    |  |    |                     |                      |         |  |     | Vlag van Finland               | Roni Porokara        | 2 |  |    |                     |                      |   |  |    |                     |                  |           |
|    |                                |                    |    |  |    |                     |                      |         |  |     | Vlag van België                | Dries Wuytens        | 2 |  |    |                     |                      |   |  |    |                     |                  |           |
|    |                                |                    |    |  |    |                     |                      |         |  | 16. | Vlag van België                | Arnor Angeli         | 1 |  |    |                     |                      |   |  |    |                     |                  |           |
|    |                                |                    |    |  |    |                     |                      |         |  |     | Vlag van Bosnië en Herzegovina | Adnan Custovic       | 1 |  |    |                     |                      |   |  |    |                     |                  |           |
|    |                                |                    |    |  |    |                     |                      |         |  |     | Vlag van Israël                | Roy Dayan            | 1 |  |    |                     |                      |   |  |    |                     |                  |           |
|    |                                |                    |    |  |    |                     |                      |         |  |     | Vlag van IJsland               | Jon Gudni Fjoluson   | 1 |  |    |                     |                      |   |  |    |                     |                  |           |
|    |                                |                    |    |  |    |                     |                      |         |  |     | Vlag van België                | Conor Laerenbergh    | 1 |  |    |                     |                      |   |  |    |                     |                  |           |
|    |                                |                    |    |  |    |                     |                      |         |  |     | Vlag van Kenia                 | Johanna Omolo        | 1 |  |    |                     |                      |   |  |    |                     |                  |           |

2008/09 · 2009/10 · 2010/11 · 2011/12 · 2012/13